# Leon Weber
Leon Weber (* 21. November 2002 in Nastätten) ist ein deutscher Dartspieler.

## Karriere
Leon Weber begann während der Covid-Pandemie mit Dart spielen. Er spielte 2024 bei der PDC Europe Next Gen und konnte dort mit guten Leistungen überzeugen. Unter anderem zog er zweimal ins Finale ein, in welchen er gegen Niko Springer und Michael Unterbuchner verlor. Zudem konnte er sich beim 20. Turnier der Development Tour ebenso ins Finale spielen, in dem er erneut Niko Springer unterlag. Bei der PDC Q-School 2025 sicherte er sich durch gute Ergebnisse über die Rangliste eine Tour Card für die PDC Pro Tour.

## Turnierergebnisse
| Turnier              | 2025 |
| -------------------- | ---- |
| PDC-Ranking-Turniere |      |
| World Masters        | VR   |
| UK Open              | 1R   |
| Karrierestatistiken  |      |
| Jahresendplatzierung |      |

| Legende zu den Turnierergebnissen | Legende zu den Turnierergebnissen | Legende zu den Turnierergebnissen | Legende zu den Turnierergebnissen | Legende zu den Turnierergebnissen | Legende zu den Turnierergebnissen | Legende zu den Turnierergebnissen | Legende zu den Turnierergebnissen | Legende zu den Turnierergebnissen | Legende zu den Turnierergebnissen |
| --------------------------------- | --------------------------------- | --------------------------------- | --------------------------------- | --------------------------------- | --------------------------------- | --------------------------------- | --------------------------------- | --------------------------------- | --------------------------------- |
| n/t                               | nicht teilgenommen                | n/q                               | nicht qualifiziert                | n/a                               | nicht ausgetragen                 | #R                                | Aus in jeweiliger Runde           | GP                                | Aus in der Gruppenphase           |
| AF                                | Achtelfinalist                    | VF                                | Viertelfinalist                   | HF                                | Halbfinalist                      | F                                 | Turnierfinalist                   | S                                 | Turniersieger                     |